# Chapelle des Pénitents de Saugues
Pour les articles homonymes, voir Chapelle des Pénitents blancs.
La chapelle des Pénitents est située sur la commune de Saugues (France).

## Localisation
La chapelle est située sur la commune de Saugues, dans le département de la Haute-Loire, dans la région Auvergne-Rhône-Alpes.

## Histoire
La chapelle est construite en 1681 par la confrérie des Pénitents blancs, agrandie d'une sacristie en 1783 et incendiée en 1788. L'intérieur présente un retable du XVIIIe siècle en bois sculpté provenant d'un couvent du Puy, ainsi qu'un ensemble d'éléments de menuiserie et pièces de mobilier liées à l'activité pénitente. C'est l'une des rares chapelles de pénitents subsistant dans le département et une des seules à avoir été construites à cet usage exclusif.
La chapelle fait l'objet d'une inscription au titre des monuments historiques depuis le 11 octobre 2004.

## Protection
Protection : la chapelle en totalité, y compris le retable, la tribune et ses bancs-coffres, la chaire, la clôture de chœur et son banc-clos, la sacristie et ses armoires.